# Moris Qwitelaschwili
Moris Qwitelaschwili (georgisch მორის ყვითელაშვილი; russisch Морис Михайлович Квителашвили / Moris Michailowitsch Kwitelaschwili; englisch Moris Kvitelashvili; * 17. März 1995 in Moskau, Russland) ist ein ehemaliger Eiskunstläufer mit russischer und georgischer Staatsbürgerschaft. Bei den Eiskunstlauf-Europameisterschaften 2020 gewann er als Vertreter Georgiens die Bronzemedaille im Einzellauf.

## Persönliches
Qwitelaschwili wurde am 17. März 1995 in Moskau geboren. Seine Mutter, eine frühere Eiskunstläuferin, und sein Vater stammen beide aus Tiflis in Georgien. Qwitelaschwili begann beim Sportverein ZSKA Moskau mit dem Eiskunstlaufen. In Wettbewerben trat er zunächst für Russland an. Seit der Saison 2016/2017 trat er in Wettbewerben für Georgien an. Nach der Saison 2022/23 beendete er seine Karriere.

## Ergebnisse

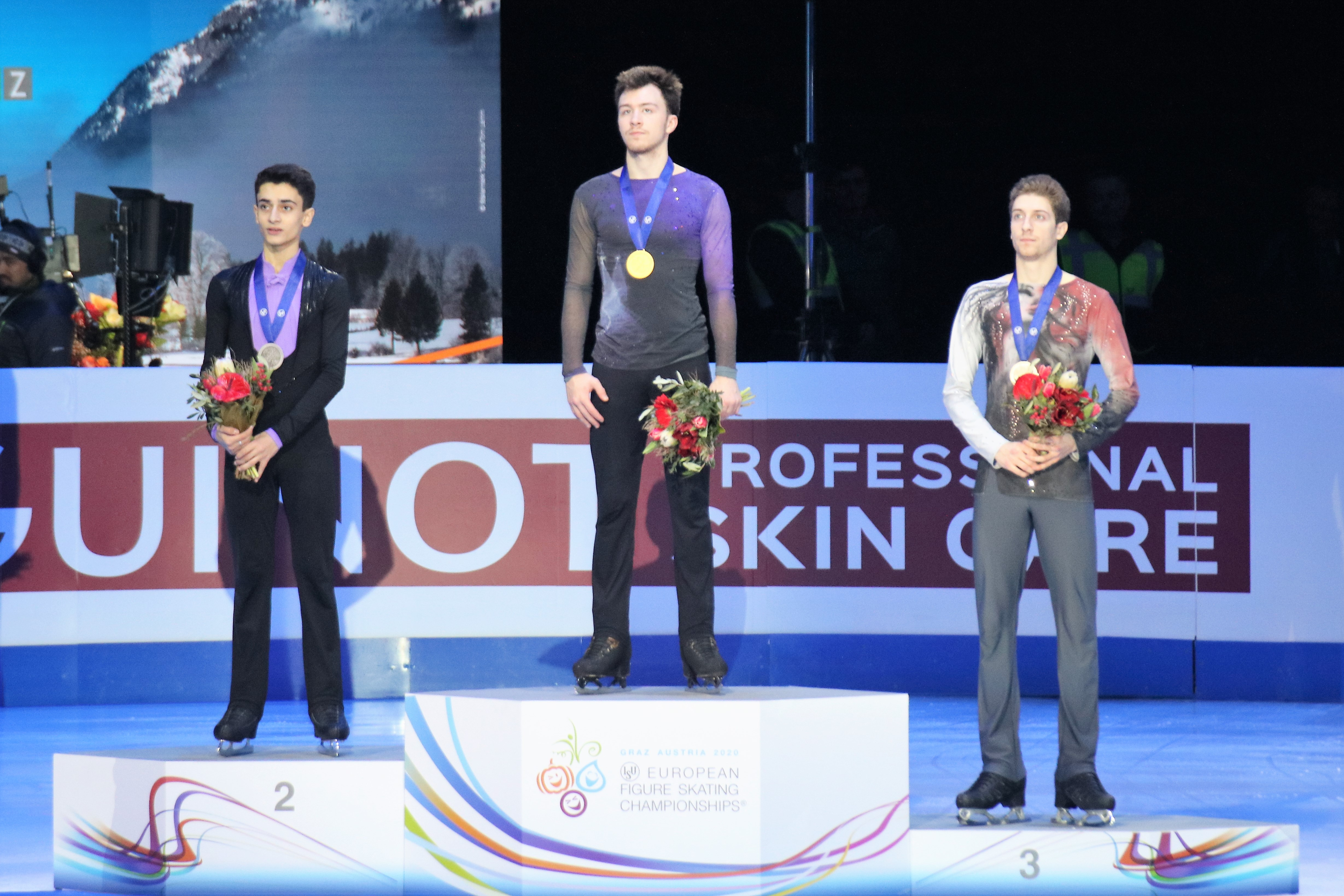
Qwitelaschwili bei der Siegerehrung der EM 2020 in Graz

Für Georgien:
| Meisterschaft / Saison  | 2016/17 | 2017/18 | 2018/19 | 2019/20 | 2020/21 | 2021/22 | 2022/23 |
| ----------------------- | ------- | ------- | ------- | ------- | ------- | ------- | ------- |
| Olympische Winterspiele |         | 24.     |         |         |         | 10.     |         |
| Weltmeisterschaften     | 13.     | 26.     | 13.     |         | 14.     | 4.      | 20.     |
| Europameisterschaften   | 6.      | 12.     | 10.     | 3.      |         | 6.      | 16.     |
| Universiade             |         |         | 3.      |         |         |         |         |
| Grand-Prix-Wettbewerb   | 2016/17 | 2017/18 | 2018/19 | 2019/20 | 2020/21 | 2021/22 | 2022/23 |
| Cup of Russia           |         | 5.      | 2.      | 7.      | 2.      | 1.      |         |
| Trophée Eric Bompard    |         | 6.      |         | 4.      |         |         |         |
| Skate America           |         |         | 8.      |         |         |         |         |
| Skate Canada            |         |         |         |         |         | 6.      |         |
| Grand Prix Finnland     |         |         |         |         |         |         | 12.     |
| MK John Wilson Trophy   |         |         |         |         |         |         | 8.      |

Für Russland:
| Meisterschaft / Saison    | 2013/14 | 2014/15 | 2015/16 |
| ------------------------- | ------- | ------- | ------- |
| Universiade               | 5.      | 7.      |         |
| Russische Meisterschaften | 15.     | 8.      | 12.     |
| Grand-Prix-Wettbewerb     | 2013/14 | 2014/15 | 2015/16 |
| Cup of Russia             |         | 12.     |         |
| Cup of China              |         |         | 12.     |